# King River (Palmer River)
Der King River ist ein Fluss in der Region Far North Queensland im Norden des australischen Bundesstaates Queensland.

## Geographie

### Flusslauf
Der Fluss entspringt in den Atherton Tablelands, die zur Great Dividing Range zählen, etwa 160 Kilometer westlich von Cooktown. Von dort fließt er zunächst nach Westen bis zum Zufluss des Apple Tree Creek und wendet seinen Lauf dann nach Südwesten. Bei King Junction mündet er in den Palmer River.

### Nebenflüsse mit Mündungshöhen
Der King River hat folgende Nebenflüsse:
- Rocky King Creek – 169 m
- Apple Tree Creek – 159 m
- Granite Creek – 151 m
- Oswald Creek – 145 m
- Top Pinnacle Creek – 144 m
- Annie Creek – 142 m
- Chevy Creek – 138 m
- Pine Tree Creek – 129 m
- Mimosa Creek – 128 m